# Javier Asiáin
Javier Asiáin Urtasun es un poeta y empresario español. Es miembro del consejo de redacción de la revista de poesía Río Arga, decana de publicación ininterrumpida en España, y fundador y coordinador del Aula de Poesía Las personas del Verbo. Ha dirigido y coordinado programas de radio de repercusión cultural y preparado ciclos y conferencias relacionadas con la cultura literaria en diferentes medios e instituciones. Su obra poética figura en diferentes antologías y publicaciones colectivas. 
Sus poemas han sido publicados en revistas literarias de todos los ámbitos geográficos, como El Cobaya (Ávila), Luces y sombras (Tafalla), Piedra del Molino (Madrid), La Alcazaba (Ciudad Real), Traslapuente (Tudela), etc.
Coordina desde su gestación el Premio Internacional de Poesía Ciudad de Pamplona.
Es miembro habitual de jurados literarios como el del Premio Internacional de Poesía León Felipe, el del Ciudad de Pamplona o el del Ángel Martínez Baigorri, entre otros.
Ha sido incluido en las siguientes antologías:
- Nueva poesía en el viejo Reyno. Hiperión 2012.
- Poesía en movimiento. Poesia joan-etorrian. Mancomunarte. Mankomunitartea. Mancomunidad Comarca de Pamplona 2011.
- Fractal. Antología poética. Poesía joven 2011. El llano en llamas. Asociación Cultural Fractal Poesía. Albacete 2011.
- Homenaje a Juan Ramón Jiménez. Ateneo de Sevilla. Sevilla 2009.
- Homenaje a la Generación del 27. Ateneo de Sevilla. Sevilla 2008.
- Murallas abiertas. Encuentro de Poesía Ávila – Navarra. Juan Manuel Fernández Cuichán. Universidad de Salamanca 2007.
- Navarra canta a Cervantes. Carlos Mata Induráin. Universidad de Navarra 2006.
- Primavera de poemas en loor a San Francisco Javier. Carlos Mata Induráin. Biblioteca Javeriana 2006.
- Homenaje a Ángel Urrutia. Angel Urruiari omenaldia. Universidad Pública de Navarra 2005.
- Palabras contra la guerra. Gerrrarea Aurkako Hitzad. Pamplona – Barañáin 2005.
- Certamen Arte Joven Latina. Ayto. Madrid. Madrid 2003.
- Desde las Ondas. Poemas radiofónicos. Con Isabel Blanco Ollero. Gobierno de Navarra – Radio COPE Navarra 2003.
- Verano encantado. Centro de Estudios poéticos. Madrid 2002
- El juego de hacer versos, el juego de hacer cuentos. Ayto Pamplona 2002.
- Certamen literario Ciudad de Getafe. Ayto Getafe. Madrid 2002.
- Antología de Literatura Navarra actual. Ayto. Pamplona 1998.
- Nueve poetas nueve. Ayto.  Pamplona 1997.
- Mientras llega la Paz. Ayto. Pamplona 1995.

## Obras

### Poesía
- La intimidad del trapecista. Algaida Editores, 2022.
- El instante lúcido Ediciones Cénlit. Pamplona 2019.
- Liturgia de las horas. Rialp. Madrid 2012.
- El triunfo de Galatea. Hiperión. Madrid 2011. Premio Internacional de Poesía Claudio Rodríguez.
- Unidad de Cuidados Intensivos. Gobierno de Navarra. Departamento de Publicaciones del Gobierno de Navarra. Pamplona 2010.
- Contraanálisis. Colección Aedo. Editorial Celya. Salamanca 2009.
- Testamento de la espiga. Editorial Everest. Bilaketa. Aoiz 2008.
- Simulador de vuelo. Editorial Celya. Salamanca 2007.
- Votos perpetuos.  Editorial Celya. Salamanca 2006.
- Anatomía enferma. Ayto Madrid. Madrid 2004
- Efectos personales. A.Ed. Gobierno de Navarra. Pamplona 2002.

### Poesía infantil
- Antología poética Corazón de ángel. Colección Charín de poesía infantil y juvenil. Fundación Conrado Blanco. León 2012.
- Aldea Poética V. Poesía infantil. Opera Prima. Madrid 2010.

### Poesía y pintura
- Madres del mundo, junto con el pintor Juan Manuel Fernández Cuichán, con motivo de la exposición de pintura Ciudad Cultural americana 2011. Quito 2011.

## Premios
- IX Premio Internacional de Poesía " José Zorrilla" por su obra "La intimidad del trapecista" Valladolid 2022.
- XXIII Premio Internacional de Poesía "San Juan de la Cruz" por su obra "Liturgia de las horas" Ávila 2012.
- VIII Premio internacional de Poesía Claudio Rodríguez por su obra El Triunfo de Galatea. Zamora 2010.
- Premio a la Creación literaria del Gobierno de Navarra por su obra Unidad de Cuidados Intensivos. Pamplona 2009.
- XXXII Premio internacional de Poesía Villa de Aoiz por su obra Contraanálisis. Aoiz 2008.
- IV Premio internacional de Poesía León Felipe por su obra Votos perpetuos. Zamora 2006.
- Primer premio de Poesía Ciudad de Sant Andreu por su obra Ceremonia de la ausencia. Barcelona 2006,
- Premio Arte Joven de Poesía por su obra Anatomía enferma. Ayto. Madrid. Madrid 2004.
- XVIII Premio Francisco Ynduráin de las letras a la mejor trayectoria literaria joven. Aoiz 2004.
- Premio de Poesía Ciudad de Getafe Getafe 2002.